# Iam.justmyself
iam.justmyself (vormals iam.serafina, dann iam.josephina) ist eine deutsche Coming-of-Age-Webserie über das Leben der 20-jährigen Kiara, die Sängerin werden will und auf dem Weg, ihren Traum zu verwirklichen, auch gegen die Dämonen ihrer Vergangenheit kämpft.
Das Online-Medienangebot funk, das sich an eine Zielgruppe im Alter von 14 bis 29 Jahren richtet, veröffentlicht die Serie seit Oktober 2016. Die Serie ist auf Snapchat, TikTok und YouTube verfügbar, wurde zeitweise aber auch auf Instagram ausgespielt.
iam.justmyself wird von PULS, dem jungen Content-Netzwerk des Bayerischen Rundfunks, für funk produziert.

## Konzept und Inhalt
Die Hauptrolle Kiara, gespielt von Marie Emylie Moreira, nimmt ihre Follower in fünf Staffeln über vier Wochen pro Jahr mit in ihre Welt. Die fiktionale Geschichte orientiert sich an den Themen der Zielgruppe und nimmt die User bei den ganz alltäglichen Herausforderungen des Heranwachsens an die Hand.
Kiara snappt auch dann, wenn andere ihr Handy ausmachen, und nimmt das Publikum so in sehr intime Momente ihres Lebens mit. Dabei wirkt Kiara wie „eine von ihnen“, ihr Leben real und ihr Handeln nahbar.
Vor Kiara waren bereits drei andere Hauptfiguren auf dem Kanal iam.justmyself aktiv und teilten ihr Leben mit der Community: Serafina, Josephina und Lotte.

## Staffelüberblick
In den Staffeln 1–15 dreht sich die Serie um Serafina, ihren Traum, Modedesignerin zu werden, ihre Suche nach der Liebe und ihre queere Mitbewohnerin Vicky.
Die Staffeln 16–21 handeln von Serafinas Cousine Josephina – genannt Josi. Die User begleiten sie auf ihrem Weg zur Profitänzerin und dabei, wie sie ihre erste Liebe kennenlernt. Um ihrem Tänzerinnen-Traum nachzugehen, wandert Josi in Staffel 22 nach Tel Aviv aus. Gemeinsam mit ihrem Freund Leon und ihrer besten Freundin Vicky, mit denen Josi zusammenlebt, veranstaltet sie ein WG-Casting, um eine Nachfolgerin für ihr Zimmer zu finden. Sie entscheiden sich für Lotte.
Lotte übernimmt dann den Kanal ab Staffel 23 von Josi und lässt die User an ihrem Leben teilhaben. Neben Liebeskummer, Vertrauensbrüchen und Sex, stehen in dieser Staffel auch Themen wie Rassismus und Body Shaming im Mittelpunkt. Ihr Traum ist es, in der Modewelt Fuß zu fassen und sie stellt sich der Herausforderung, das Nähen zu erlernen, um ihre Prüfung zur Kostüm-Assistenz im Theater zu bestehen. Am Ende der Staffel 33 erhält sie ein Job-Angebot in Paris. Sie nimmt es an, auch, um mit ihrer verloren geglaubten Mutter Zeit aufzuholen.
Ab Staffel 34 ist Kiara die Neue in der WG von Leon und Vicky. Kiara ist nach München gezogen, um eine Ausbildung zur Kosmetikerin zu absolvieren. Was zunächst keiner weiß: Sie versucht auch ihrer ehemaligen Freundin Joyce zu entkommen. Joyce war der Kopf ihrer Mädels-Clique in Regensburg, deren Freizeitbeschäftigung aus Pranks, Party und Mutproben bestand. Als Joyce eine Scheune anzündete, ging das für Kiara zu weit und sie zeigte Joyce an. Seitdem bedroht Joyce Kiara. Unterstützung erhält Kiara von ihrem Freund Valentin und ihren neuen Freunden Vicky, Leon und Emi. Die ermutigen sie auch, sich ernsthaft ihrer Leidenschaft Singen zu widmen. Als Kiara auf der Straße entdeckt wird, beginnt für sie nicht nur der Kampf um ihre Gesangskarriere, sondern auch die Frage, ob und wie sie sich dafür verbiegen will.
Den ersten Auftritt hatte Kiara auf dem PULS Festival 2023.

## Besetzung
| Rollenname | Schauspieler                | Staffeln   |
| ---------- | --------------------------- | ---------- |
| Serafina   | Franca Bolengo              |            |
| Josephina  | Viviane Hamm                |            |
| Charlotte  | Lea Reinberger              | - 34       |
| Kiara      | Marie Emylie Moreira        | 34 – jetzt |
| Leon       | Arne Kübler                 |            |
| Valentin   | Ivan Barišić                |            |
| Emi        | Marie Josephine des Dorides |            |
| Joyce      | Franziska Freisler          |            |
| Olivia     | Laura Jessat                |            |
| Mimi       | Marie Lemmle                |            |
| Elise      | Electra Maier               |            |

Quelle

## Spin-off
Seit dem 25. November 2019 gibt es von iam.josephina ein Spin-off namens iam.meyra. Es wird im gleichen Stil des Hauptformats produziert und handelt von Meyra, die als Kind türkischstämmiger Eltern in Berlin aufwächst. Ihr großer Traum ist es, Profisängerin zu werden.